# 亜人戦士
『亜人戦士』（あじんせんし）は、川又千秋による日本の長編アドベンチャーSF連作小説作品。および小説を原作としたアニメ映画である。

## 登場人物
声はアニメ映画版のキャストを示す。
ゼロ
声- 松本保典
本作の主人公。フルネームはジョニ・ミント・ゼロ。
キャサリン
声- 松井菜桜子
ヴァテク
声- 富田耕生
ロンダ
声- 緒方賢一
ドボス
声 - 島香裕
トルマ
声 - 桜井敏治
ハジ
声 - 富山敬
ジャラハルメン
声 - 千田光男
ミント
声- 笹岡繁蔵
マーチ
声 - 藤本譲
ユーマイオス
声 - 清川元夢
貿易商。
フィンノール
声 - 堀内賢雄
ベランコニー
惑星ヤブラの宝石商。

## 書誌情報
- 『亜人戦士1 亜人戦士』 徳間文庫 1981年4月15日発売 ISBN 4-19-577180-3
- 『亜人戦士2 神話星団』 トクマノベルズ 1983年6月1日発売 ISBN 4-19-152738-X
- 『亜人戦士3 地球征服』 トクマノベルズ 1985年12月1日発売 ISBN 4-19-153182-4

## アニメ映画
100分のOVAを先行して劇場公開した原作と同じ名のアニメ映画で、1990年11月17日に松竹富士より公開された。

### スタッフ
- 製作：山下辰巳
- 企画：小林正夫、尾形英夫
- 監督・絵コンテ・演出：冨永恒雄
- 原作：川又千秋（「亜人戦士」徳間文庫・トクマノベルズ刊）
- プロデューサー：菊川幸夫、出﨑哲
- アシスタントプロデューサー：大串京子、松崎義之
- 脚本：小出一巳
- 絵コンテ協力：木村真一郎、牧野行洋、四分一節子
- キャラクターデザイン・作画監督：松田芳明
- 美術監督：谷村心一
- 撮影監督：藤田正明
- 音響監督：清水勝則
- 音楽プロデューサー：神井裕行
- 音楽：中島優貴
- 色彩設定：吉森良子
- 演出助手：木村真一郎
- 編集：井上編集室
- 現像：東京現像所
- 制作担当：大植千曲
- 制作進行：小澤亮、関口重晴、沢村政則
- 制作協力：スタジオ88、D・A・S・T、LAC
- 制作：マジックバス
- 製作：徳間ジャパン
- 製作・発売元：徳間ジャパン
- 販売元：徳間コミュニケーションズ

### 映像ソフト
- 『亜人戦士』 1991年1月25日発売 VHS:TKVA-60139
- 『亜人戦士』 1991年3月25日発売 LD:TKLA-50035